# 43. ročník People's Choice Awards
43. ročník People's Choice Awards se konal 18. ledna 2017 v Microsoft Theater v Los Angeles. Byl vysílán na americkém televizním kanálu CBS. Nominace byly oznámeny 15. listopadu 2016. Ceremoniál moderoval Joel McHale.

## Nominace
Nominace byly oznámeny 15. listopadu 2016.

### Film
| Nejoblíbenější film | Nejoblíbenější akční film |
| --- | --- |
| - Hledá se Dory - Captain America: Občanská válka - Deadpool - Sebevražedný oddíl - Zootropolis: Město zvířat | - Deadpool - Batman v Superman: Úsvit spravedlnosti - Captain America: Občanská válka - Sebevražedný oddíl - X-Men: Apokalypsa                               |
| Nejoblíbenější komediální film | Nejoblíbenější dramatický film |
| - Matky na tahu - Centrální inteligence - Krotitelé duchů - Jak přežít single - Sousedi 2 | - Než jsem tě poznala - Deepwater Horizon: Moře v plamenech - Zázraky z nebe - Sirotčinec slečny Peregrinové pro podivné děti - Sully: Zázrak na řece Hudson |
| Nejoblíbenější filmový herec | Nejoblíbenější filmová herečka |
| - Ryan Reynolds - Kevin Hart - Robert Downey Jr. - Tom Hanks - Will Smith | - Jennifer Lawrenceová - Anna Kendrick - Margot Robbie - Melissa McCarthy - Scarlet Johansson                                                                |
| Nejoblíbenější herec v akčním filmu | Nejoblíbenější herečka v akčním filmu |
| - Robert Downey Jr. - Chris Evans - Liam Hemsworth - Ryan Reynolds - Will Smith | - Jennifer Lawrenceová - Margot Robbie - Scarlett Johansson - Shailene Woodley - Zoe Saldana                                                                 |
| Nejoblíbenější herec v komediálním filmu | Nejoblíbenější herečka v komediálním filmu |
| - Kevin Hart - Chris Hemsworth - Dwayne Johnson - Ryan Gosling - Zac Efron | - Melissa McCarthy - Anna Kendrick - Kristen Bellová - Kristen Wiigová - Rebel Wilson                                                                        |
| Nejoblíbenější herec v dramatickém filmu | Nejoblíbenější herečka v dramatickém filmu |
| - Tom Hanks - Ben Affleck - Chris Pine - George Clooney - Mark Wahlberg | - Blake Lively - Amy Adams - Emily Bluntová - Julia Roberts - Meryl Streep                                                                                   |
| Nejoblíbenější hlas v animovaném filmu | Nejoblíbenější rodinný film |
| - Ellen DeGeneres jako Dory – Hledá se Dory - Bill Murray jako Baloo – Kniha džunglí - Ginnifer Goodwin jako Judy Hopps – Zootropolis: Město zvířat - Jason Baterman jako Nick Wilde – Zootropolis: Město zvířat - Kevin Hart jako Snížek – Tajný život mazlíčků | - Hledá se Dory - Alenka v říši divů: Za zrcadlem - Kniha džunglí - Tajný život mazlíčků - Zootropolis: Město zvířat                                         |
| Nejoblíbenější thrillerový film | Nejlepší filmová ikona |
| - Dívka ve vlaku - V zajetí démonů 2 - Nerve: Hra o život - Očista: Volební rok - Mělčiny | - Johnny Depp - Denzel Washington - Samuel L. Jackson - Tom Cruise - Tom Hanks                                                                               |

### Televize
| Nejoblíbenější televizní seriál                                                                             | Nejoblíbenější komediální seriál                                                                                       |
| --- | --- |
| - Cizinka - Teorie velkého třesku - Chirurgové - Stranger Things - Živí mrtví                               | - Teorie velkého třesku - Black-ish - Jane the Virgin - Taková moderní rodinka - Nová holka                            |
| Nejoblíbenější dramatický seriál                                                                            | Nejoblíbenější sci-fi nebo fantasy seriál                                                                              |
| - Chirurgové - Chicago Fire - Empire - Vražedná práva - Quantico                                            | - Lovci duchů - Arrow - The Flash - Bylo, nebylo - Upíří deníky                                                        |
| Nejoblíbenější sci-fi nebo fantasy seriál kabelové televize                                                 | Nejoblíbenější kriminální seriál                                                                                       |
| - 'Živí mrtví' - American Horror Story - Orphan Black - Shadowhunters - Vlčí mládě                          | - Myšlenky zločince - Černá listina - Zákon a pořádek: Útvar pro zvláštní oběti - Lucifer - Námořní vyšetřovací služba |
| Nejoblíbenější herec v komediálním seriálu                                                                  | Nejoblíbenější herečka v komediálním seriálu                                                                           |
| - Jim Parsons - Andy Samberg - Anthony Anderson - Matthew Perry - Tim Allen                                 | - Sofía Vergara - Anna Faris - Gina Rodriguez - Kaley Cuoco - Zooey Deschanelová                                       |
| Nejoblíbenější herec v dramatickém seriálu                                                                  | Nejoblíbenější herečka v dramatickém seriálu                                                                           |
| - Justin Chambers - Scott Foley - Terrence Howard - Taylor Kinney - Jesse Williams                          | - Priyanka Chopra - Viola Davis - Taraji P. Henson - Ellen Pompeo - Kerry Washingtonová                                |
| Nejoblíbenější herec v kriminálním seriálu                                                                  | Nejoblíbenější herečka v kriminálním seriálu                                                                           |
| - Mark Harmon - Chris O'Donnell - Donnie Wahlberg - LL Cool J - Tom Selleck                                 | - Jennifer Lopez - Lucy Liu - Mariska Hargitay - Pauley Perrette - Sophia Bush                                         |
| Nejoblíbenější komedie kabelové televize                                                                    | Nejoblíbenější drama kabelové televize                                                                                 |
| - Tři kluci a nemluvně - Atlanta - It's Always Sunny in Philadelphia - Real Husbands of Hollywood - Younger | - Batesův motel - Takoví normální Američané - Mr. Robot - Prolhané krásky - Queen Sugar                                |
| Nejoblíbenější televizní soutěž                                                                             | Nejoblíbenější herec kabelové televize                                                                                 |
| - The Voice - America's Got Talent - American Ninja Warrior - Dancing with the Stars - MasterChef           | - Freddie Highmore - Adam DeVine - Kevin Hart - Rami Malek - Zach Galifianakis                                         |
| Nejoblíbenější herečka kabelové televize                                                                    | Nejoblíbenější seriál prémiové kabelové televize – drama                                                               |
| - Vera Farmiga - Ashley Benson - Hilary Duff - Keri Russell - Lucy Hale                                     | - Holky za mřížemi - Ve jménu vlasti - Dům z karet - Narcos - Power                                                    |
| Nejoblíbenější seriál prémiové kabelové televize – komedie                                                  | Nejoblíbenější seriál prémiové kabelové televize – sci-fi/fantasy                                                      |
| - Fuller House - The Mindy Project - Shameless - Nezdolná Kimmy Schmidt - Viceprezident(ka)                 | - Cizinka - Hra o trůny - Luke Cage - Stranger Things - Westworld                                                      |
| Nejoblíbenější herec prémiové kabelové televize                                                             | Nejoblíbenější herečka prémiové kabelové televize                                                                      |
| - Dwayne Johnson - Aziz Ansari - Joshua Jackson - Kevin Spacey - Nick Jonas                                 | - Sarah Jessica Parker - Claire Danesová - Jane Fonda - Julia Louis-Dreyfus - Taylor Schilling                         |
| Nejoblíbenější herec sci-fi/fantasy                                                                         | Nejoblíbenější herečka sci-fi/fantasy                                                                                  |
| - Sam Heughan - Andrew Lincoln - Ian Somerhalder - Jensen Ackles - Tyller Posey                             | - Caitriona Balfe - Emilia Clarkeová - Jennifer Morrison - Lauren Cohan - Millie Bobby Brownová                        |
| Nejoblíbenější moderátor denní show                                                                         | Nejoblíbenější moderátorský tým denní show                                                                             |
| - Ellen DeGeneres - Dr. Phil - Kelly Ripa - Rachael Ray - Steve Harvey                                      | - Good Morning America - The Chew - The Talk - Today - The View                                                        |
| Nejoblíbenější moderátor večerní show                                                                       | Nejoblíbenější herec z nového seriálu                                                                                  |
| - Jimmy Fallon - Stephen Colbert - James Corden - Jimmy Kimmell - Conan O'Brien                             | - Matt LeBlanc - Damon Wayans - Kevin James - Kiefer Sutherland - Milo Ventimiglia                                     |
| Nejoblíbenější herečká z nového seriálu                                                                     | Nejoblíbenější animovaný seriál                                                                                        |
| - Kristen Bellová - Jordana Brewster - Mandy Moore - Minnie Driver - Piper Perabo                           | - Simpsonovi - Americký táta - Bobovy burgery - Griffinovi - Městečko South Park                                       |
| Nejoblíbenější nový komediální seriál                                                                       | Nejoblíbenější nový dramatický seriál                                                                                  |
| - Man with a Plan - Americká manželka - Dobré místo - The Great Indoors - Kevin Can Wait                    | - Tohle jsme my - Bull - Právem odsouzeni - Prezident v pořadí - The Exorcist - Timeless                               |

### Hudba
| Nejoblíbenější zpěvák | Nejoblíbenější zpěvačka                                                                                            |
| --- | --- |
| - Justin Timberlake - Shawn Mendes - Drake - Blake Shelton - The Weeknd                                                                                           | - Britney Spears - Adele - Ariana Grande - Beyoncé - Rihanna                                                       |
| Nejoblíbenější hudební skupina | Objev roku |
| - Fifth Harmony - The Chainsmokers - Coldplay - Panic! at the Disco - Twenty One Pilots                                                                           | - Niall Horan - Alessia Cara - The Chainsmokers - DNCE - Zayn                                                      |
| Nejoblíbenější country zpěvák | Nejoblíbenější country zpěvačka                                                                                    |
| - Blake Shelton - Tim McGraw - Luke Bryan - Sam Hunt - Keith Urban                                                                                                | - Carrie Underwood - Miranda Lambert - Reba McEntire - Dolly Parton - Kelsea Ballerini                             |
| Nejoblíbenější country skupina | Nejoblíbenější popový zpěvák/zpěvačka                                                                              |
| - Little Big Town - The Band Perry - Florida Georgia Line - Lonestar - Zac Brown Band                                                                             | - Britney Spears - Adele - Ariana Grande - Justin Timberlake - Sia                                                 |
| Nejoblíbenější hip-hopový umělec | Nejoblíbenější R&B umělec                                                                                          |
| - G-Eazy - DJ Khaled - Kanye West - Kendrick Lamar - Wiz Khalifa                                                                                                  | - Beyoncé - Drake - Rihanna - Usher - The Weeknd                                                                   |
| Nejoblíbenější písnička | Nejoblíbenější album                                                                                               |
| - „Can't Stop the Feeling!“, Justin Timberlake - „No“, Meghan Trainor - „One Dance“, Drake feat. Kyla a WIzkid - „Pillowtalk“, Zayn - „Work“, Rihanna feat. Drake | - If I'm Honest, Blake Shelton - Anti, Rihanna - Dangerous Woman, Ariana Grande - Lemonade, Beyoncé - Views, Drake |

### Média
| Nejoblíbenější celebrita sociálních médií                               | Nejoblíbenější hvězda sociálních médií |
| ----------------------------------------------------------------------- | --- |
| - Britney Spears - Kim Kardashian - Lady Gaga - Shakira - Stephen Amell | - Cameron Dallas - Baby Ariel - Jacob Sartorius - Nash Grier - Liza Koshy |
| Nejoblíbenější YouTube hvězda                                           | Nejlepší komediální spolupráce |
| - Lilly Singh - Miranda Sings - PewDiePie - Shane Dawson - Tyler Oakley | - Ellen DeGeneres a Britney Spears navštívily obchodní centrum - Conan O'Brienova jízda švárů s Ice Cubem a Kevinem Hartem - Jamesova Cordenova karaoke jízda s Adele - Lip Sync Battle s Channingem Tatumem a Jennou Dewanovou Tatumovou - Saturday Night Live s Alecem Baldwinem a Kate McKinnonovou |